# Бьёрлинг, Манда
Манда Бьёрлинг (швед. Manda Björling, полное имя Hedvig Amanda Björling, урождённая Lindroth; 1876—1960) — шведская театральная и киноактриса.

## Биография
Родилась 15 октября 1876 года в Стокгольме под именем Хедвиг Аманда Линдрот, была дочерью обойщика Пера-Эрика Линдрота и его жены Хедвиг Вильгельмины Андерссон.
Брала уроки театра у актрисы Шарлотты Винтеръельм, а также у оперной певицы и педагога Сигне Хеббе. В 1897—1904 годах она была замужем за Карлом Улофом Бьёрлингом (1869—1936), фамилию которого затем сохранила. У них родилась дочь Рене Бьёрлинг.
Театральный дебют Манды Бьёрлинг состоялся в Театре Мальмё в 1901 году в роли Роксаны в пьесе «Сирано де Бержерак». В 1904—1905 годах она была задействована в Stora Teatern в Гётеборге, а затем в различных театральных труппах. С 1906 года работала в труппе Августа Фалька — это включало гастроли в Швеции и за рубежом, в том числе в Эстонии и Латвии. В 1907—1912 годах работала в стокгольмском театре Komediteatern. В 1909 году Манда Бьёрлинг вышла замуж за Августа Фалька, от которого у неё родился сын Йохан Фальк. Они сотрудничали много лет, а их брак продолжался до 1936 года.
В 1917—1920 годах снова работала в Гётеборге в театре Lorensbergsteatern, где дебютировала в роли герцогини де Молевье в «Gröna fracken». Затем последовала роль баронессы Хельм в пьесе Франца Хедберга «Blommor i drifbbänk». Интересно, что её дочь Рене играла в этом же году в этом же спектакле, но в Королевском драматическом театре.
Манда Бьёрлинг сыграла Катарину Стенбок в пьесе «Erik XIV» и заглавную роль в пьесе Ибсена «Гедда Габлер» . Осенью 1918 года она сыграла королеву Каролину вместе со своей дочерью Рене в роли миссис Савари в опере «Мадам Сан-Жене». Некоторое время выступала вместе с Анной Флайгар-Стенхаммар. Весной 1920 года мать и дочь Бьёрлинг сыграли вместе, сначала в «Den gröna papegojan» Артура Шницлера, а затем — в комедии Августа Бруниуса «Nyckeln och ringen».
Бьёрлинг сыграла также Гермиону в «Зимней сказке», Сигрид в «Bröllopet på Ulfåsa», королева Кристину в «Brott och brott», Алису в «Dödsdansen», Лауру в «Fadren» и Теклу в «Fordringsägare» .
С 1918 года она путешествовала со своим мужем в читательских турах с August Strindbergs dramatik по Скандинавии. Она также преподавала технику речи и запустила свой собственный метод чтения. Снялась в некоторых шведских художественных фильмах.
Умерла 29 февраля 1960 года в Стокгольме. Была похоронена на городском кладбище Норра бегравнингсплатсен рядом с Августом Фальком.